# Йоханес Фугер фон Кирхберг-Вайсенхорн
Йоханес Фугер фон Кирхберг-Вайсенхорн (на немски: Johannes Fugger Graf zu Kirchberg-Weissenhorn; Johannes Fugger; Hans (II.) Fugger; Hans Fugger der Jüngere; * 18 февруари 1591, Шпайер; † 15 април 1638) от „линията Лилия“ (фон дер Лилие) на фамилята Фугер, е фрайхер, по-късно граф на Фугер-Кирхберг-Вайсенхорн и господар на Кирхберг (1614 – 1638), Кирххайм в Швабия и Шмихен, търговец, таен съветник на град Аугсбург и ръководител на „старата Кирххаймска линия на Фугер“.

## Биография
Той е син на граф Маркс Фугер фон Кирхберг-Вайсенхорн (1564 – 1614) и първата му съпруга графиня Анна Мария фон Хоенцолерн-Зигмаринген (1573 – 1598), дъщеря на граф Карл II фон Хоенцолерн-Зигмаринген (1547 – 1606) и Евфросина графиня фон Йотинген-Валерщайн (1552 – 1590). Баща му е брат на Якоб Фугер (1567 – 1626), епископ на Констанц (1604 – 1626).
Баща му се жени втори път на 16 ноември 1598 г. за фрайин Мария Салома фон Кьонигсег († 1601). Полусестра му Мария Елизабет (1600 – 1652) е омъжена 1629 г. за граф Карл Фугер фон Кирхберг-Вайсенхорн (1597 – 1662).
През 1507 г. Фугерите купуват графството Кирхберг и господството Вайсенхорн. Йоханес Фугер е фрайхер и през 1628 г. е издигнат на граф. През Тридесетгодишната война той плаща за защитата на Кирххайм ин Швабен. Обаче на 3 януари 1633 г. Кирххайм е подарен от шведския имперски канцлер Аксел Уксеншерна на генерал граф Георг Фридрих фон Хоенлое-Лангенбург и ограбен от шведите. Шведите напускат град Кирххайм през 1635 г.
Йоханес Фугер умира на 15 април 1638 г. на 47 години и е погребан в Кирххайм в Швабия.

## Фамилия
Йоханес Фугер се жени на 6 октомври 1613 г. в Шеер за фрайин Трушсес Елизабет фон Валдбург (* 27 юли 1589, Шеер; † 20 ноември 1630, Траухбург), дъщеря на фрайхер Кристоф фон Валдбург-Траухбург-Фридберг-Шеер (1551 – 1612) и графиня Анна Мария фон Фюрстенберг-Хайлигенберг (1562 – 1611). Развеждат се през 1629/1630 г. Те имат пет деца:
- Мария Анна (1615 – 1615), фрайин
- Франц Майнхард (1616 – 1616), фрайхер
- Йохан Евзебиус Фугер (* 3 юли 1617; † 11 март 1672, Кирххайм), граф Фугер, президент на имперския камерен съд в Шпайер, женен на 8 май 1644 г. в Аугсбург за графиння Мария Доротея фон Фюрстенберг (* 29 септември 1623; † 13 юни 1672)
- Мария Валбурга (* ок. 1620; † 30 май 1672), графиня Фугер, монахиня в Капуцинския орден в Залбург
- Анна Мария (* 24 април 1624; † 3 април 1703), графиня Фугер, абатиса на Бриксен

## Галерия
- Герб на Фугер фон дер Лилие (1545/49)
- Дворецът Фугер в Кирххайм в Швабия, 17 век